# Azohoué-Cada
Azohoué-Cada är en ort i Benin. Den ligger i den södra delen av landet, 60 kilometer väster om huvudstaden Porto-Novo. Azohoué-Cada ligger 57 meter över havet och antalet invånare är 6 457.
Terrängen runt Azohoué-Cada är platt, och sluttar söderut. Närmaste större samhälle är Allada, 13,5 kilometer norr om Azohoué-Cada.
Omgivningarna runt Azohoué-Cada är en mosaik av jordbruksmark och naturlig växtlighet. Runt Azohoué-Cada är det ganska tätbefolkat, med 160 invånare per kvadratkilometer.